# Paul Stein (entomólogo)

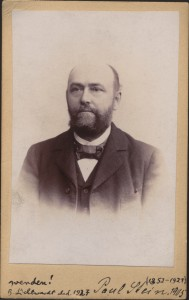
Paul Stein

Pablo Stein (1852 -1921) fue un alemán restaurador de museo y entomólogo. Se especializó en Diptera, especialmente en la familia Anthomyiidae. En este grupo estudió el mundo de la fauna que describe en muchos de los nuevos géneros y especies.
Stein trabajó con Theodor Becker, Mario Bezzi y Kertész Kálmán en Katalog der dipteren Paläarktischen (1903 en adelante), publicado en Budapest desde 1903. Su colección está en el "Museum für Naturkunde" en Berlín.

## Obras
(Lista parcial)
- Muere Anthomyidengruppe Homalomyia nebst Ihren Gattungen und Arten 141 p (1895)
- Nordamerikanische Anthomyiden 128 p Berlín (1897).
- Muere afrikanischen Anthomyiden des Königl.Zool.Mus.zu Berlín 48 p, (1906).
- Viaje en Alluaud Oriental Afrique. Anthomyidae 41 p - 14 higos (1914)

- Datos: Q9057039
- Multimedia: Paul Stein (entomologist) / Q9057039
- Especies: Paul Stein